# Фламінго (футбольний клуб)
Футбольний клуб «Фламінго» (Горішні Плавні) або просто ФК «Фламінго» — аматорський футбольний клуб із міста Горішні Плавні Полтавської області. Виступає в Чемпіонаті Полтавської області та Кубку Полтавської області.

## Історія
У 2008 році до успішному бізнесмену міста Комсомольська, власнику великого текстильного підприємства, Миколи Вікторовича Завалія, прийшли п'ятеро молодих хлопців, попросили купити їм форму і внести перший внесок для участі в кубку міста з мініфутболу. Нинішній Президент клубу розгледів в хлопцях перспективу і вирішив взяти під крило не тільки їх, але і доукомплектувати склад команди хорошими гравцями з Комсомольська та околиць.
Перший офіційний матч був зіграний влітку 2008 року. Спочатку команда «Фламінго» брала участь в міських турнірах з мініфутболу та показувала хороші результати. Команда ставала чемпіоном області серед аматорських команд з футзалу.
У 2008 році керівництво клубу запросило в команду тренера Калуцького Вадима В'ячеславовича, який попрацював в клубі з 2008 по 2013 рік.
У 2011 році ФК «Фламінго» почав брати участь у Чемпіонаті області серед аматорських команд з футболу. Свою футбольну історію команда починала з Першої ліги, де виступала досить впевнено. У цьому ж році комсомольчани виграли кубок «Золотий колос». У фінальному матчі кубка «Фламінго» здолав СК «Полтаву» з рахунком 1:0.
З 2012 року в команді з'явилися хороші футболісти, які призводять команду до перемоги і прекрасних результатів. Цього року команда стає володарем кубка області і в Прем'єр-лізі, займає почесне 3-тє місце. У 2013—2014 роках «Фламінго» стає віцечемпіоном області. Відзначимо, що ФК «Фламінго» у 2013 році брав участь в престижному турнірі — «Турнір Чемпіонів», який проходив в Маріуполі. І в цьому змаганні комсомольчани стали переможцями. Крім того, команда перемагала у багатьох змаганнях і радувала своїх уболівальників, які завжди супроводжують команду в кожному з виїзних поєдинків.
У 2013 році в клуб прийшов молодий тренер Євген Слива, який раніше виступав за Гірник-спорт.
У 2012 році було прийнято рішення про створення дитячої футбольної школи. На сьогоднішній день в цій школі тренуються 55 дітей — 2004—2008 року народження. У 2015 році ФК «Фламінго» став бронзовим призером Дитячої юнацької футзальної ліги Полтавської області.
Також у 2012 році була створена ветеранська команда «Фламінго 40+» з футболу, яка бере участь в різних змаганнях. Крім того, футбольний клуб «Фламінго» став ініціатором проведення кількох турнірів серед ветеранів на призи ФК «Фламінго». Футбольна команда «Фламінго-В» бере участь в мініфутбольних турнірах в місті Кременчук, де два рази поспіль ставала бронзовим призером першості.
На сьогодні, команда є учасником Вищої ліги Полтавської області з футболу серед аматорських команд. У сезоні 2015 року комсомольчани завоювали срібні медалі в обласному змаганні.

## Досягнення
- Чемпіонат Полтавської області
  -  Срібний призер (3): 2013,[1] 2014,[2] 2015[3]
  -  Бронзовий призер (1): 2012[4]

- Перша ліга Чемпіонат Полтавської області
  -  Чемпіон (1): 2011

- Кубок Полтавської області
  -  Володар (1): 2012[5][4][6]

- Турнір Чемпіонів
  -  Чемпіон (1): 2013[7]

- Кубок «Золотий колос»
  -  Володар (1): 2011[8]

## Тренувальна база

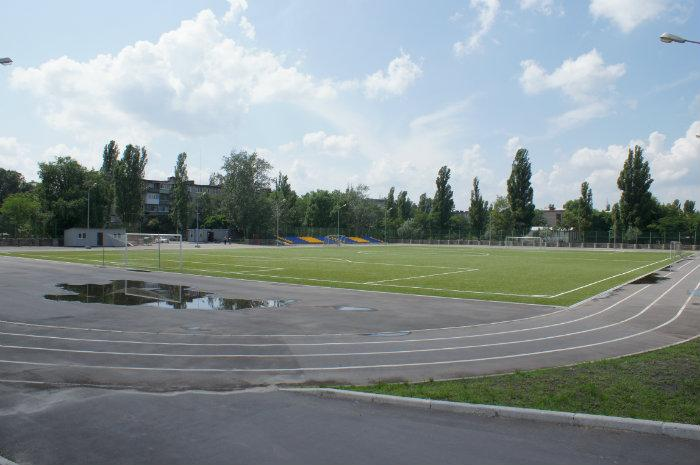
Стадіон «Гірник»

До 2011 року стадіон «Гірник» був звичайним шкільним футбольним стадіоном. Але у 2011 році сумісними зусиллями міської влади та компанії «Фламінго Текстиль & КОКЕТ» була проведена капітальна реконструкція та добудова стадіону. Таким чином, на його місці виник цілий адміністративно-побутовий комплекс. Двоповерхова будівля має туалети, душові кімнати, кімнати для персоналу, спортивний зал.
Права трибуна стадіону вміщують 300 уболівальників, а в ложі АПК може вміститися ще 200 уболівальників.
Покриття газону — штучне.
Крім футбольних, на стадіоні проводяться й змагання з інших видів спорту. Змагання проходять протягом усього року.

## Тренери
| Тренер                        | Період        |
| ----------------------------- | ------------- |
| Вадим В'ячеславович Калуцький | 2008—2013     |
| Євген Слива                   | 2013 — донині |